# Oxyopes biharensis
Oxyopes biharensis là một loài nhện trong họ Oxyopidae.
Loài này thuộc chi Oxyopes. Oxyopes biharensis được Pawan U. Gajbe miêu tả năm 1999.